# خفاش بال‌خمیده کالدونیای جدید
خفاش بال‌خمیده کالدونیای جدید (نام علمی: Miniopterus macrocneme) نام یک گونه از سرده خفاش‌های بال‌خمیده است.